# Política da República do Congo
A República do Congo tem um governo presidencialista, em que o Presidente é eleito por voto popular para um mandato de 7 anos e é elegível para um segundo mandato. As últimas eleições foram a 10 de Março de 2002, em que Denis Sassou-Nguesso foi reeleito com 89,4% dos votos, enquanto o seu rival, Joseph Kignoumbi Kia Mboungou, obteve 2.7%.
O Conselho de Ministros é nomeado pelo presidente.

## Poder Executivo
| Cargo                                                                 | Nome                 | Partido | Desde                 |
| --------------------------------------------------------------------- | -------------------- | ------- | --------------------- |
| Presidente                                                            | Denis Sassou-Nguesso | PCT     | 25 de outubro de 1997 |
| Primeiro-Ministro, Coordenador da Ação e do Gabinete de Privatizações | Isidore Mvouba       | PCT     | 7 de janeiro de 2005  |
| Ministro dos Negócios Estrangeiros e Cooperação                       | Rodolphe Adada       |         | novembro de 1997      |

## Parlamento
O Parlamento é bicameral consistindo num Senado com 66 assentos, em que os membros são eleitos por voto popular para mandatos de 5 anos, e uma Assembleia Nacional, com 137 assentos, escolhidos da mesma forma e para o mesmo número de anos de mandato. As últimas eleições para o Senado realizaram-se a 11 de Julho de 2002 e para a Assembleia Nacional a 27 de Maio e 26 de Junho de 2002, ficando o parlamento com a seguinte composição:
Senado
- FDP – 56 assentos
- Outros partidos – 10 assentos;

Assembleia Nacional
- FDP - 83 assentos
- UDR - 6 assentos
- UPADS - 3 assentos
- Outros partidos – 45  assentos

## Poder Judicial
O Poder Judicial é dirigido por um Tribunal Supremo.
Os principais partidos políticos e respectivos líderes são:
- Forces Democratiques et Patriotiques (FDP) – liderada por Denis Sassou-Nguesso, é uma aliança das seguintes forças:
  - Convention pour une Démocracie Alternative
  - Parti Congolais du Travail (PCT)
  - Parti Republicain Libéral
  - Union Nationale pour la Démocracie et le Progrès
  - Union Patriotique pour la Réconstrution Nationale
  - Union pour le Renouvellement National
- Mouvement Congolais pour la Démocracie et Dévelopment Intégral (MCDDI), dirigida por Michel Mampouya;
- Union Pan-Africaine pour le Dévelopment Social (UPADS), dirigida por Martin Mberi;
- Rally pour la Démocracie et le Progrès Social (RDPS), dirigida por Jean-Pierre Thystere Tchicaya;
- Rally pour la Démocracie et la Republique (RDR), dirigida por Raymond Damasge Ngollo;
- Union pour la Démocracie et la Republique (UDR);
- Union des Forces Democratiques (UFD), dirigida por Sebastian Ebao